# 西奥-本·古里拉布

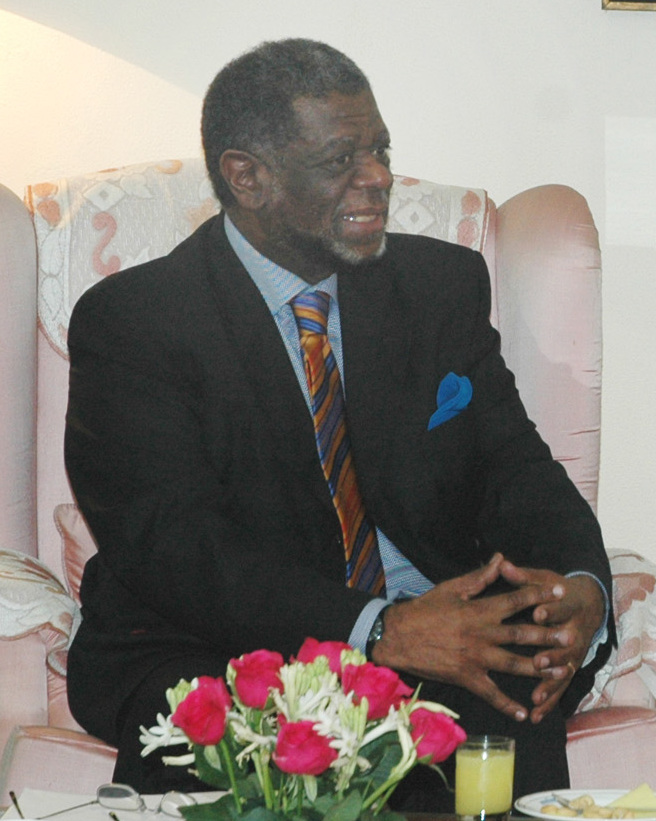
西奥-本·古里拉布

西奥-本·古里拉布（Theo-Ben Gurirab，1939年1月23日—2018年7月14日），纳米比亚政治家，被认为是纳米比亚开国元勋之一，执政党西南非洲人民组织领导人，曾任纳米比亚外交部长、纳米比亚总理和联合国大会主席，现任纳米比亚国民议会议长。
2018年7月14日，在首都温得和克的一家医院逝世。安葬於納米比亞國家英雄公墓。